# Regional Rugby Championship 2013./14.
Regional Rugby Championship (Regional Rugby League, hrv Regionalna ragbijaška liga) za 2013./14. je bilo sedmo izdanje regionalne ragbijaške lige. Sudjelovalo je osam klubova iz Bosne i Hercegovine, Hrvatske, Mađarske i Srbije. Prvak je sedmi put zaredom bila splitska Nada.

## Sudionici
- Čelik - Zenica
- Nada - Split
- Mladost - Zagreb
- Zagreb - Zagreb
- Kecskeméti Atlétika és Rugby Club (KARC) - Kečkemet
- Esztergomi Vitezek Suzuki Rugby - Ostrogon
- Beogradski Ragbi Klub (BRK) - Beograd
- Pobednik MOZZART -  Beograd

## Ljestvice i rezultati

### Prvi dio natjecanja

#### Grupa A
| mj | klub             | ut | pob | ner | por | poen+ | poen- | bod |               |
| -- | ---------------- | -- | --- | --- | --- | ----- | ----- | --- | ------------- |
| 1. | Nada             | 3  | 3   | 0   | 0   | 127   | 39    | 15  | poluzavršnica |
| 2. | Pobednik MOZZART | 3  | 2   | 0   | 1   | 118   | 77    | 10  | poluzavršnica |
| 3. | KARC Kečkemet    | 3  | 1   | 0   | 2   | 67    | 137   | 5   |               |
| 4. | Čelik            | 3  | 0   | 0   | 3   | 34    | 93    | 0   |               |

#### Grupa B
| mj | klub                      | ut | pob | ner | por | poen+ | poen- | bod |               |
| -- | ------------------------- | -- | --- | --- | --- | ----- | ----- | --- | ------------- |
| 1. | Mladost                   | 3  | 3   | 0   | 0   | 64    | 34    | 12  | poluzavršnica |
| 2. | Esztergomi Vitézek Suzuki | 3  | 2   | 0   | 1   | 57    | 44    | 8   | poluzavršnica |
| 3. | BRK Beograd               | 3  | 1   | 0   | 2   | 54    | 82    | 5   |               |
| 4. | Zagreb                    | 3  | 0   | 0   | 3   | 62    | 77    | 4   |               |

### Doigravanje
| klub1         | rez.          | klub2                     |
| poluzavršnica | poluzavršnica | poluzavršnica             |
| ------------- | ------------- | ------------------------- |
| Nada          | 68:9          | Esztergomi Vitézek Suzuki |
| Mladost       | 42:22         | Pobednik MOZZART          |
|               |               |                           |
| za pobjednika |               |                           |
| Mladost       | 15:36         | Nada                      |

## Poveznice
- Regional Rugby Championship